# Park Kyung-hoon
Park Kyung-hoon (19 de janeiro de 1961) é um ex-futebolista profissional e treinador coreano, que atuava como defensor.

## Carreira
Park Kyung-hoon fez parte do elenco da Seleção Coreana de Futebol da Copa do Mundo de 1986 